# Synagoga Mendela Landau w Łodzi
Synagoga Mendela Landau w Łodzi – prywatny dom modlitwy znajdujący się w Łodzi przy ulicy Nowomiejskiej 6.
Synagoga została zbudowana w 1898 roku z inicjatywy Mendela Landau. Mogła ona pomieścić 35 osób. Podczas II wojny światowej hitlerowcy zdewastowali synagogę.